# Pervouralsk
Pervouralsk (russisk: Первоуральск, tr. Pervouralsk) er en by i Sverdlovsk oblast i Rusland. Pervouralsk er Sverdlovsk oblasts fjerdestørste by med 111.751 (2024) indbyggere. Byen ligger omkring 40 km vest for Jekaterinburg og adskilles fra denne af Urals højderyg, der løber to kilometer øst for byen, Pervouralsk er dermed beliggende i den europæiske del af Rusland. Byen ligger 358 moh., gennem byen løber Tjusovaja, en biflod til Kama. Pervouralsk er et jerbaneknudepunkt på Den transsibiriske jernbane, med forbindelse til Moskva og Vladivostok, mellem Kungur og Jekaterinburg.

## Historie
Efter entreprenøren Vasilij Demidov havde bygget en jernfabrik i 1730, blev der bygget en tilhørende bosættelse, og senere, i 1732, opførtes Vasilevsko-Sjajtanskij-fabrikken i tilknytning dertil. Først i 1933 fik bosættelse bystatus og blev ved denne lejlighed omdøbt til Pervouralsk. Byen talte omkring 44.000 indbyggere i  1939, i 1959 90.000. Pervouralsk blev landskendt da et Tupolev Tu-134 Aeroflot-fly den 13. januar 1990 styrtede ned i nærheden af byen; 27 af de 71 personer om bord blev dræbt.

### Befolkningsudvikling
| År   | Indbyggere |
| ---- | ---------- |
| 1926 | 9.000      |
| 1939 | 44.239     |
| 1959 | 90.424     |
| 1970 | 116.646    |
| 1979 | 129.189    |
| 1989 | 142.193    |
| 2002 | 132.277    |
| 2010 | 124.528    |

Note: Data fra folketællinger (1926 afrundet)